# 卢塞纳德尔西德
卢塞纳德尔西德，是西班牙瓦伦西亚自治区卡斯特利翁省的一个市镇。总面积137平方公里，总人口1528人（2001年），人口密度11人/平方公里。